# Uturoa
Uturoa es una comuna francesa situada en la subdivisión de Islas de Sotavento, que forma parte de la colectividad de ultramar de Polinesia Francesa.

## Composición
Está formada por una fracción de la isla de Raiatea y tres de sus motus:
| Fracción de la isla de Raiatea | Población (2012) | Superficie (km²) | Densidad (hab/km²) |
| ------------------------------ | ---------------- | ---------------- | ------------------ |
| Uturoa                         | 3690             | 16               | 231                |
| Islotes                        | Población (2012) | Superficie (km²) | Densidad (hab/km²) |
| Aito                           | -                | -                | -                  |
| Ofetaro (Tetaro)               | -                | -                | -                  |
| Taoru (Toaru)                  | -                | -                | -                  |

## Demografía
| Gráfica de evolución demográfica de Uturoa entre 1971 y 2012 |
|                                                              |

Fuente: Insee